# Municipio de Jackson (condado de Monroe, Pensilvania)
El municipio de Jackson  (en inglés: Jackson Township) es un municipio ubicado en el condado de Monroe en el estado estadounidense de Pensilvania. En el año 2000 tenía una población de 5.979 habitantes y una densidad poblacional de 78,5 personas por km².

## Geografía
El municipio de Jackson se encuentra ubicado en las coordenadas 40°59′00″N 75°19′59″O / 40.98333, -75.33306.

## Demografía
Según la Oficina del Censo en 2000 los ingresos medios por hogar en la localidad eran de $52,327 y los ingresos medios por familia eran $57,745. Los hombres tenían unos ingresos medios de $42,000 frente a los $27,101 para las mujeres. La renta per cápita para la localidad era de $21,472. Alrededor del 6,3% de la población estaban por debajo del umbral de pobreza.